# David Lack
David Lambert Lack (Londen, 16 juli 1910 – Oxford, 12 maart 1973) was een Engels bioloog en ornitholoog. Hij hield zich bijna exclusief bezig met levende vogelsoorten, die hij op onder meer de Galápagoseilanden bestudeerde.
Lack studeerde natuurwetenschappen aan het Magdalene College van de Universiteit van Cambridge. Zijn ervaringen tijdens de Tweede Wereldoorlog stelden hem in staat de vogeltrek van het vasteland van Europa naar Engeland met radar te observeren. Behalve door zijn werk aan Darwinvinken kreeg hij bekendheid door zijn werk op het gebied van de populatiebiologie. Hij kwam met het idee dat de aantalsregulatie van dieren dichtheidsafhankelijk is. Daarover publiceerde hij in 1954 het invloedrijke The Natural Regulation of Animal Numbers. Zijn benadering en werk kregen kritiek van onder meer V.C. Wynne-Edwards die anders dan Lack (die uitging van selectie op het niveau van het individu), meende dat groepsselectie een belangrijk mechanisme was.
Lack werd in 1951 verkozen tot Fellow of the Royal Society, dat hem in 1972 de Darwin Medal toekende.